# Ukraiński Korpus Ochotniczy
Ukraiński Korpus Ochotniczy (ros. Украинский добровольческий корпус) – kolaboracyjny oddział zbrojny złożony z Ukraińców podczas II wojny światowej
Oddział został utworzony po ataku wojsk niemieckich na ZSRR 22 czerwca 1941 r. na bazie grupy marszowej frakcji "melnykowskiej" Organizacji Ukraińskich Nacjonalistów. Na jego czele stanął sotnik Timenko. Oddział liczył kilkaset ludzi (wielkość batalionu piechoty). Wchodził w skład niemieckiej 11 Armii feldm. Ericha von Mansteina. Działał na okupowanej Ukrainie, a następnie na Krymie. W styczniu 1942 r. brał udział w walkach z desantem Armii Czerwonej w rejonie Teodozji, za które sotnik Timenko został odznaczony Srebrnym Krzyżem Wyzwolenia. Wkrótce potem oddział rozformowano, zaś jego żołnierze weszli w skład oddziałów policji pomocniczej.